# 博希诺农村居民点
博希诺农村居民点（俄语：Бошинское сельское поселение）是俄罗斯联邦布良斯克州卡拉切夫区所属的一个农村居民点。其下辖有19个居民点，行政中心为尤拉索沃。据2015年统计，该农村居民点的人口为1147人。